# Aspermont
Aspermont é uma cidade  localizada no estado norte-americano de Texas, no Condado de Stonewall.

## Demografia
Segundo o censo norte-americano de 2000, a sua população era de 1021 habitantes. 
Em 2006, foi estimada uma população de 851, um decréscimo de 170 (-16.7%).

## Geografia
De acordo com o United States Census Bureau tem uma área de 
5,4 km², dos quais 5,4 km² cobertos por terra e 0,0 km² cobertos por água. Aspermont localiza-se a aproximadamente 543 m acima do nível do mar.

## Localidades na vizinhança
O diagrama seguinte representa as localidades num raio de 40 km ao redor de Aspermont. 